# USS Vermont (BB-20)
«Вермонт (BB-20)» (англ.  USS Vermont (BB-20)) — третий эскадренный броненосец типа «Коннектикут».
Эскадренный броненосец ВМС США «Вермонт (BB-20)», был вторым кораблем, названным в честь 14-го штата, и 20-м броненосцем 1-го ранга в составе американского флота.
Вермонт был заложен 21 мая 1904 на верфи Фор-Ривер в Куинси, штат Массачусетс. Спущен на воду 31 августа 1905, крестной матерью корабля стала мисс Дженни Белл, дочь губернатора от штата Вермонт Чарльза Дж. Белла. Сдан в эксплуатацию 4 марта 1907 на Бостонской военной верфи. Первым командиром, вступившим в командование «Вермонтом», был назначен Уильям П. Поттер.

## Довоенная служба

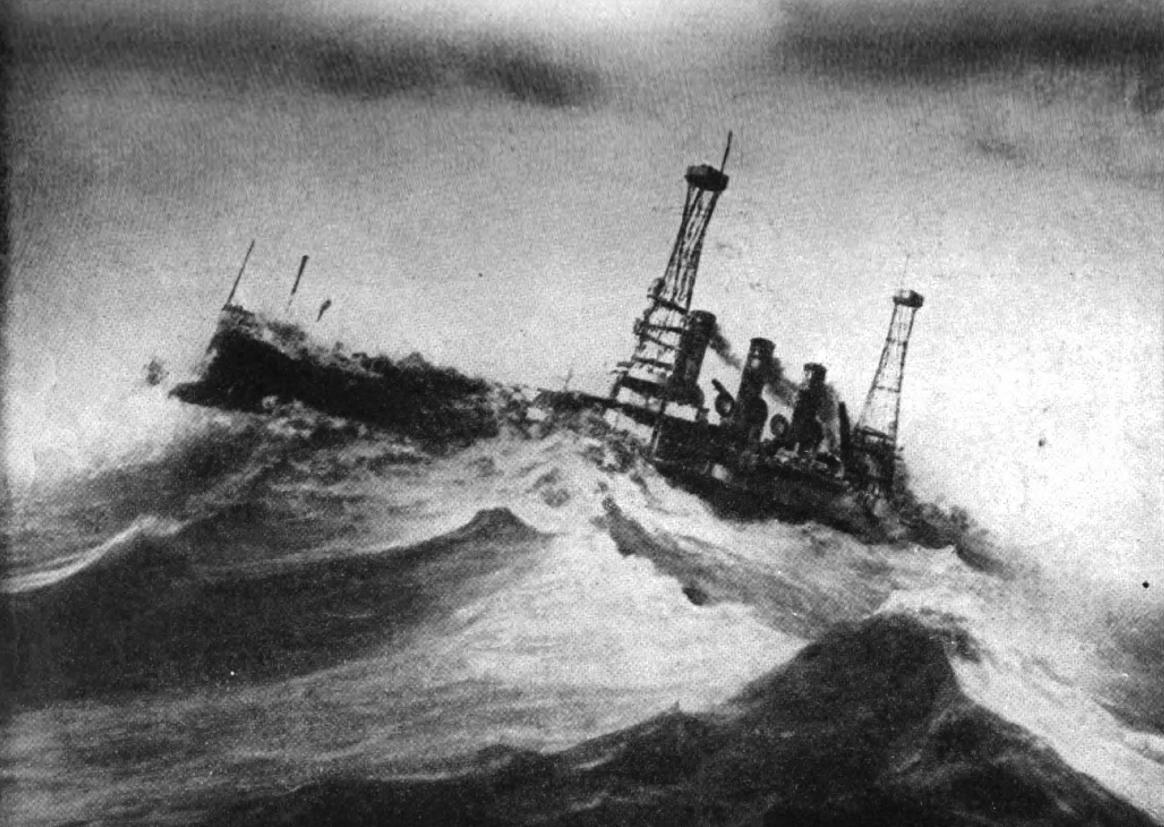
USS Vermont во время шторма, повредившего его гребной винт